# Jean-Louis Petit (Komponist)
Jean-Louis Petit (* 20. August 1937 in Faverolles) ist ein französischer Dirigent, Cembalist und Komponist. Er zählt zu den wichtigsten Persönlichkeiten der zeitgenössischen französischen Musikszene. Sein Œuvre umfasst über 400 Kompositionen aller Gattungen und seine Diskografie über 50 Tonträger.

## Leben
Jean-Louis Petit studierte Orgel bei Arsène Muzerelle und Komposition bei Georges Moineau am Conservatoire de Reims. Im Anschluss folgte ein Kompositionsstudium bei Simone Plé-Caussade und Olivier Messiaen am Conservatoire de Paris. Er lernte Dirigieren bei Léon Barzin an der Schola Cantorum, bei Igor Markevitch, Pierre Dervaux und Eugène Bigot in Madrid, Monaco und Santiago de Chile, bei Franco Ferrara in Venedig und Rom, bei Manuel Rosenthal am CNSMP und bei Louis Auriacombe und bei Pierre Boulez in Basel.
Um die Musik aus Paris herauszutragen, gründete er 1958 das Orchestre de Chambre Jean-Louis Petit, das bis 1963 in der Champagne und von 1964 bis 1970 in der Picardie wirkte. Der Ehrenpräsident des Kammerorchesters ist Olivier Messiaen. Er produzierte für Radio (u. a. ORTF, ORF, SRG SSR, BBC, RIAS, NDR, WDR) und Fernsehen und tourte durch Europa und die Vereinigten Staaten. Petit dirigierte internationale Sinfonieorchester in Europa, Nordamerika und Asien u. a. die New Yorker Philharmoniker, das Orchestre Philharmonique de Radio France, das Seoul Philharmonic Orchestra, das Monte-Carlo Philharmonic Orchestra, das Warsaw Philharmonic Orchestra, das Orchester der Accademia Nazionale di Santa Cecilia, die Symphony New Brunswick, das Orchestre Symphonique de la Radio-Télévision Espagnole, das Orchestre de Paris und das Cairo Symphony Orchestra.
1963 spielte er für Decca Records 33 Tonträger ein. Die Collection Grand Siècle beinhaltet Werke u. a. von André Campra, Étienne Ozi, Claude Balbastre, Antoine Dauvergne, François Couperin, Jean-Joseph Cassanéa de Mondonville, Jean-Baptiste Bréval, François Francœur, Louis de Caix d’Hervelois, Joseph Bodin de Boismortier, Jean-Marie Leclair, Jean-Baptiste Loeillet de Gant, Jean-Joseph Mouret, Jacques Aubert, Louis-Gabriel Guillemain, François Devienne, Jean-Baptiste Lully, Jean-Philippe Rameau, Marin Marais, Michel Blavet und Jacques-Christophe Naudot. Mehr als 500 Werke der französischen Barockmusik wurden von ihm transkribiert.
Im Jahr 1969 nahm er an der 7. Dimitri Mitropoulos International Music Competition (für Dirigenten) in New York teil.

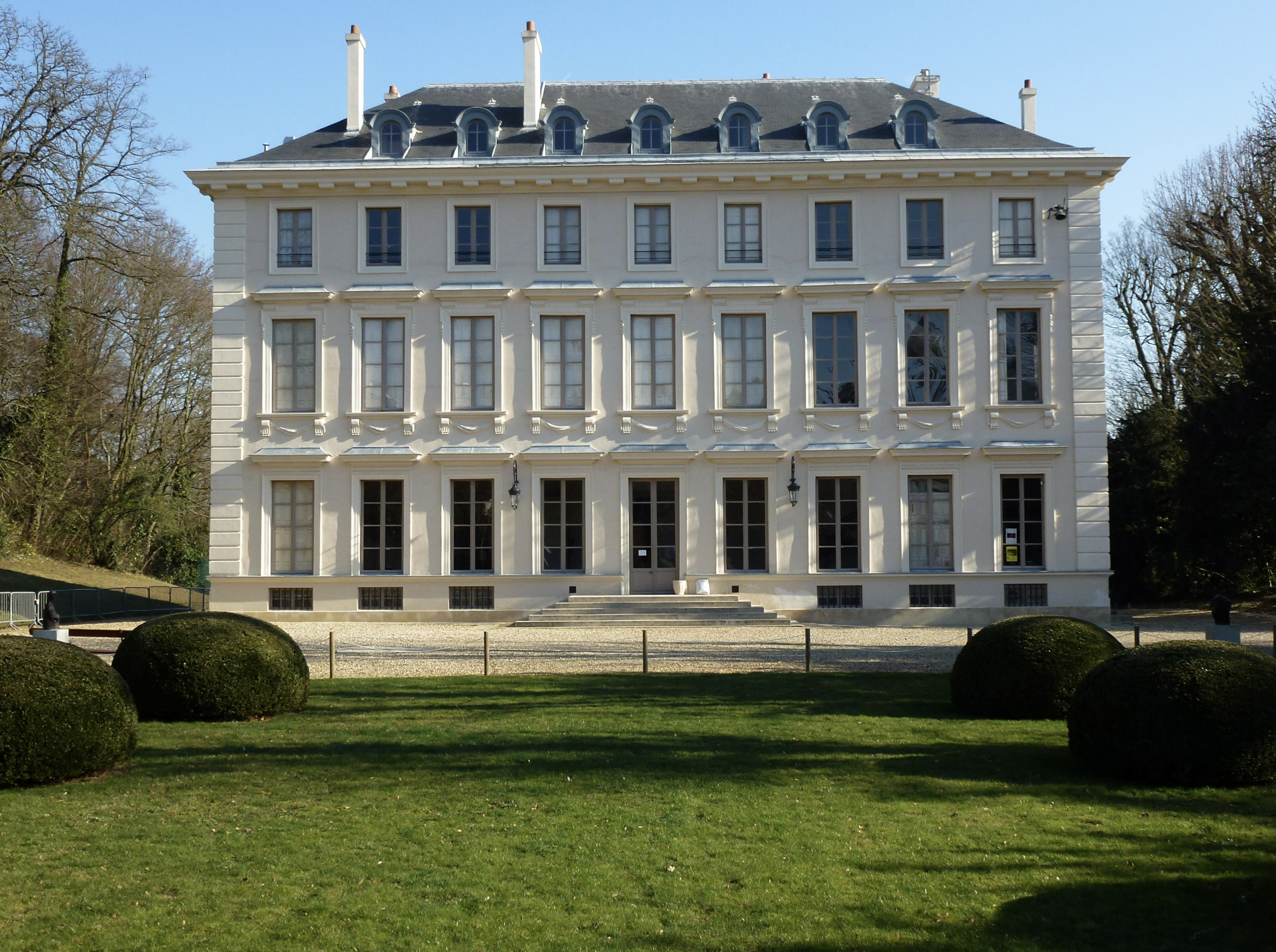
Wirkungsstätte von Jean-Louis Petit, das Château de Thierry, Ville-d’Avray

Von 1972 bis 1977 war er gemeinsam mit Bernard Bonaldi Co-Leiter des Festival Estival de Paris, einem Pariser Sommerfestival für klassische und zeitgenössische Musik. Im Jahr 1972 wurde er zum Rektor der École Nationale de Musique de Ville-d’Avray bei Paris ernannt, die er bis 2005 leitete. 1974 war er mit François Bayle, Jacques Bourgeois und Ivo Malec Gründungsmitglied der zeitgenössischen Musikgruppe Musique Plus. Der Interpretation zeitgenössischer Musik wegen, gründete er 1974 das Atelier Musique de Ville-d’Avray. Im Jahr 1978 war er Direktor der Association musicale international d'echange (AMIE). Seit 1979 ist er der Organisator des Festival de Musique Française im Château de Thierry, Ville-d'Avray. Ebendort gründete er mehrere internationale Musikwettbewerbe wie 1998 den Concours International d'Interprétation Musicale de Ville-d'Avray.

## Auszeichnungen
- Grand Prix du Disque der Akademie Charles Cros (1965)[6] für die LP Les Jeux Olympiques
- Special Merit Pick des Billboard Magazine (1966) für die LP Les Troqueurs
- Grand Prix du Disque der Akademie Charles Cros (1966) für die LP Les Troqueurs

## Werke (Auswahl)
Petit komponierte mehr als 400 Werke, darunter Orchesterwerke, zwei Opern und Oratorien. Er orientiert sich in seinen Kompositionen an seinem Lehrer Olivier Messiaen und an der Zwölftontechnik Arnold Schönbergs.
- Chose Dite, (Duett, 1958)
- Le Diable dans le Befroi, (Ballet, 1984)
- Permutations, (Sextett, 1986)
- La Chronosphere, (Kinderoper, 1990)
- Petite Symphonie Cajun, (Oratorium, 1991)
- Triade I, (Trio, 1995)
- Sortisatio I, (Quartett, 1996)
- Etoiles, (Orchestermusik, 2002)
- Lily Strada, (Oper, 2004)

## Diskografie (Auswahl)
Seine Diskografie beläuft sich auf über 50 Tonträger, überwiegend erschienen bei Decca Records und REM.
- Carl Rosier: Intégrale des 14 Sonates (REM, 1993) mit Jacques Vandeville und Antoine Curé u. a.
- Antonio Vivaldi: Laudate Pueri Dominum (REM, 1993)
- Jacques Ibert: Concertino da Camera (REM, 1993)
- Henri Tomasi: Danses Bresiliennes, Jeux de Geishas, La Moresca, Le Silence de la Mer (REM, 1995)
- Yoshihisa Taira: Penombres 1-4 (REM, 1995)
- Paul Arma: Phases Contre Phases - for soprano saxophone & piano; Celui Qui Dort et Dort - for recitant, bassoon, xylophone & percussion (on poems by Max Jacob); Cinq Esquisses for piano; Divertissement 1600; Trois Regards for oboe solo; Divertimento No. VI for clarinet or viola and piano; Parlando (REM, 1996)
- Fragments 19 (REM, 1996) mit Caroline Ritchot und Jean-Jacques Wiederker
- Musica Viva La France (MVrecords, 1996) mit dem Musica Viva of New York (Ltg: Walter Klauss) u. a.
- Fernand Quinet: Musique de Chambre (Cypres Records, 1997) mit dem Orchestra de Chambre Jean-Louis Petit
- La Clarinette Virtuose (REM, 2000)
- Six Siecles de Musique en Wallonie et a Bruxelles (MEW, 2003) mit Marie Kobayashi u. a.
- Charles Gounod: Les sept paroles de la croix (Arion, 2004) mit der Rumänischen Staatsphilharmonie Transsylvanien u. a.
- Ensemble Sortisatio (Querstand, 2004) mit dem Ensemble Sortisatio